# Paulino Lukudu Loro
Paulino Lukudu Loro (ur. 23 sierpnia 1940 w Kwerijik,  zm. 5 kwietnia 2021 w Nairobi) – południowosudański duchowny katolicki, arcybiskup Dżuby w latach 1983–2019.

## Życiorys
Święcenia kapłańskie otrzymał w dniu 12 kwietnia 1970 roku w zakonie kombonianów.
W dniu 12 grudnia 1974 roku papież Paweł VI mianował go administratorem apostolskim Al-Ubajjid w metropolii Chartum. W dniu 5 marca 1979 roku papież Jan Paweł II mianował go biskupem nowej diecezji Al-Ubajjid. Ten sam papież udzielił mu sakry w dniu 27 maja 1979 roku. W dniu 19 lutego 1983 roku został mianowany arcybiskupem Dżuby w ówczesnym Sudanie (obecnie Sudan Południowy).
12 grudnia 2019 przeszedł na emeryturę.